# Grupo de Forcados Amadores das Caldas da Rainha
O Grupo de Forcados Amadores das Caldas da Rainha é um grupo de forcados sedeado nas Caldas da Rainha, no Estremadura. O actual Grupo de Forcados foi fundado a 15 de Agosto de 1993.

## História
As Caldas da Rainha têm uma longa tradição tauromáquica. A tradicional corrida de 15 de Agosto realiza-se consecutivamente desde 1883. Já nas décadas de 40 e 50 do século XX havia formações de forcados das Caldas da Rainha, sugestivamente apelidados de "loiça fina".
Em 1976 foi formado novo grupo de forcados, tendo mantido actuações regulares em várias praças até 1984.
O actual Grupo de Forcados Amadores das Caldas da Rainha foi fundado em 1993. A corrida inaugural decorreu a 15 de Agosto de 1993 na Praça de Toiros das Caldas da Rainha.

## Cabos
1. Vasco Morgado (1993–2000)
2. Francisco Paiva Calado (2000–2006)
3. Nuno Vinhais (2006–presente)